# Kolej parkowa w Parku Śląskim
Kolej parkowa w Parku Śląskim (również Parkowa Kolej Wąskotorowa, w skrócie PKW) – turystyczna, wąskotorowa kolej parkowa na terenie Parku Śląskiego (dawny Wojewódzki Park Kultury i Wypoczynku) w Chorzowie, utworzona w 1957 roku, od 2017 roku nieczynna. W swojej historii miała rozstaw toru kolejno: 1000 mm, 900 mm i 785 mm. Pociągi prowadzone trakcją spalinową kursowały na trasie długości nieco ponad 4 km wokół głównych atrakcji parku.

## Historia

### Od 1953 do końca XX wieku
Równocześnie z budową Wojewódzkiego Parku Kultury i Wypoczynku na początku lat 50. XX wieku zaplanowano, że zbudowana tam zostanie kolejka wąskotorowa, eksploatowana przez Pałac Młodzieży w Katowicach, na wzór kolejek dziecięcych popularnych głównie w ZSRR. Podczas samej budowy parku wykorzystywano od 1952 roku tymczasową przemysłową kolejkę wąskotorową o rozstawie 600 mm i długości 2,026 km, rozpoczynającą się w Hucie „Kościuszko”. Zgodę na budowę kolejki wąskotorowej o rozstawie 1000 mm i długości linii 3,2 km wydano 26 lutego 1953 roku. Wybudowano w kolejnych latach linię z trzema stacjami z parterowymi budynkami, dwoma przystankami i lokomotywownią z trzema torami. Ostatecznie zrezygnowano z eksploatacji kolei jako kolei dziecięcej i obsługiwali ją głównie emerytowani pracownicy PKP.
Śląska Kolejka Parkowa została uruchomiona 26 września 1957 roku. Początkowo kursowała na odcinku Przystań – ZOO, lecz wkrótce wydłużono ją do nowo zbudowanego Wesołego Miasteczka, gdzie zbudowano czwartą stację. Pierwotnie, do roku 1965 szlak miał prześwit 1000 mm, a pociągi zestawiano z trzech par zbudowanych w warsztatach WPK jednokierunkowych wagonów motorowych i doczepnych. Do obracania wagonów motorowych służyły ręczne obrotnice na stacjach końcowych. Kolej miała jedną linię o długości 4,325 km, od stacji Wesołe Miasteczko przez przystanek Bambino (zlikwidowany w latach 70.), stację ZOO (pierwotnie Dąb), stację Planetarium (pierwotnie Wiadukt) i przystanek Łania, do stacji Przystań. Łączna długość torowisk sięgnęła 5,2 km. Stacje miały początkowo nowoczesną półsamoczynną blokadę liniową i semafory świetlne (zlikwidowane w 1969 roku). Trasa miała największe pochylenie do 30‰ i minimalny promień łuków 44 m, a różnica poziomów wynosiła 37,1 m (między Wesołym Miasteczkiem a najwyższą stacją Planetarium). Planowano rozbudowę kolejki i budowę pętli wokół całego parku, lecz ostatecznie do tego nie doszło. Kolej była czynna od kwietnia do października, z czego w dni powszednie kursowało 21 par pociągów, a w weekendy 30 par. Maksymalna prędkość składów wynosiła 15 km/h. Podróż na całej trasie trwała 21 minut.
W 1965 roku tory kolejki przekuto na rozstaw 900 mm, w związku z wyeksploatowaniem wagonów motorowych (ich samochodowe silniki Ford V8 pochodziły jeszcze z wojennego demobilu) i brakiem taboru „metrowego” w centralnie sterowanej gospodarce. W 1966 roku pracę podjął nowy tabor – trzy lokomotywy spalinowe 2WLs50 i 10 zbudowanych w WPK wagonów letnich o nowoczesnym wyglądzie. Małe lokomotywy nie najlepiej jednak radziły sobie na trudnej trasie, mającej górski profil, i mogły ciągnąć tam jedynie dwa wagony. Wycofano je w 1973 roku, sprowadzając dwie nowe mocniejsze lokomotywy WLs75, które upodobniono do parowozów z Dzikiego Zachodu, montując duże zgarniacze, kominy, dzwony i atrapy skrzyń na drewno. Częstotliwość kursowania dwóch pociągów na trasie wynosiła pół godziny. Lokomotywy te stały się charakterystyczne dla tej kolejki, służyły dosyć długo i dopiero w 1988 roku, zamiast ich remontu, zastąpiono je dwoma zakupionymi w KWK „Katowice” jeszcze mocniejszymi lokomotywami WLs150. 

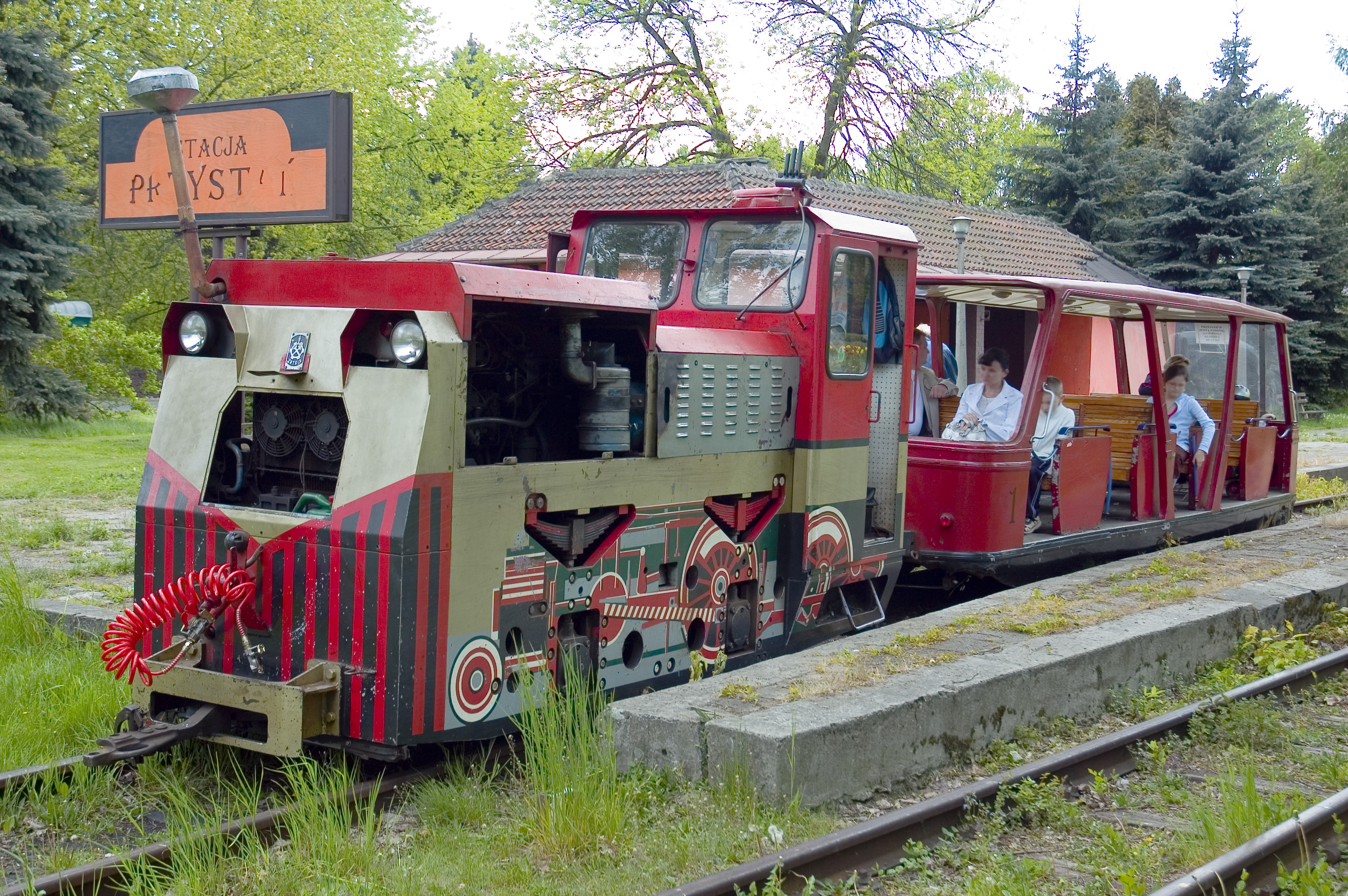
Kolejka na stacji Przystań z lokomotywą WLp50 i jednym z oryginalnych wagonów (2008 rok)

Kryzys gospodarczy lat 80. XX wieku odbił się niekorzystnie na sytuacji parku. Na trasę kolejki zaczął wyjeżdżać już tylko jeden pociąg, kursujący co godzinę, zamknięto oba przystanki. W 1980 roku spłonął budynek stacji ZOO, a stację Planetarium w 1986 roku zaadaptowano na restaurację. Problemy ekonomiczne również dotykały kolejkę w latach transformacji w Polsce na przełomie wieków. W latach 90. zmieniał się kilkakrotnie operator kolejki. Lokomotywy WLs150 zastąpiono w 1994 roku już tylko jedną, pracującą do 2011 roku nowoczesną lokomotywką WLp50.

### Od 2001 roku do zawieszenia działalności

#### 2001–2011
Od 2001 roku operatorem kolejki było CTL Maczki-Bór. W styczniu 2003 roku skradziono 980 metrów szyn koło Planetarium, które jednak przed sezonem operator odbudował. Z kradzieżami drobnych elementów kolej borykała się też w kolejnych latach.
17 lipca 2003 roku operatorem kolejki zostało Stowarzyszenie Górnośląskich Kolei Wąskotorowych. Kolej funkcjonowała wówczas ponownie w sezonie letnim od wiosny do jesieni, na całej długości trasy. W wakacje kursowało do 10 par pociągów (codziennie z wyjątkiem poniedziałków), a poza wakacjami 9 par (w weekendy i święta). Samorząd województwa śląskiego planował na 2006 rok modernizację kolei i zakup nowego taboru, lecz nie doszło do tego. W latach 2006–11 kolejka przewoziła ok. 15–16 tysięcy pasażerów rocznie, z wyjątkiem 2008 roku, kiedy doszło do awarii lokomotywy. W 2011 roku właściciel kolejki podjął próby pozyskania na nią jedynego zachowanego parowozu Borsig nr 8012 o odpowiednim rozstawie kół, ale próby te nie powiodły się.
W 2011 roku po zakończeniu sezonu letniego kolejka ze względu na zły stan techniczny zakończyła działalność. 31 maja 2012 roku Park Śląski wypowiedział umowę dzierżawy dotychczasowemu operatorowi kolejki – SGKW, z przyczyn formalnoprawnych (braku odbioru technicznego przez Urząd Transportu Kolejowego). Ze względu na zły stan nawierzchni kolejowej, nie remontowanej od 1966 roku, podjęto równocześnie decyzję o kompletnej odbudowie trasy według nowej dokumentacji, ze zmianą rozstawu szyn z 900 mm na typowy dla kolei górnośląskich 785 mm. Władze parku poinformowały o tym w październiku 2012 roku, rozpoczynając jednocześnie rozbiórkę toru. Do 2013 roku rozebrano cały tor. Na przełomie 2013 i 2014 roku odbudowano szlak na około 1-kilometrowym odcinku pomiędzy stacjami ZOO i Wesołym Miasteczkiem, z bocznicą do zajezdni.

#### 2014–2017
Nowym operatorem został Jarosław Łuszcz (Przedsiębiorstwo Kolejowe Eurolok), zarządzający zabytkową stacją w Rudach. 17 czerwca 2014 do parku wypożyczono tabor z Rud Raciborskich na jazdy próbne (parowóz Las, spalinowozy Lxd2 i 2Wls50 i dwa wagony letnie). 19 czerwca 2014 kolejka została ponownie otwarta, na skróconym kilometrowym odcinku. W planach nowego operatora było pozyskanie w ciągu kilku lat dla kolei aż dwóch czynnych parowozów i uruchamianie dwóch pociągów naraz. W czerwcu 2017 roku operator Eurolok zawiesił jednak kursowanie kolejki ze względu na brak realizacji obietnic Parku Śląskiego związanych z odtworzeniem całej trasy i nieopłacalność działalności na krótkiej trasie. Zamknięto również w związku z tym lokomotywownię, którą uprzednio nowy operator wyremontował i urządził w niej wystawę modeli kolejowych.
26 września 2018 przedstawiciele zarządu parku oraz zarządu województwa śląskiego podpisali umowę na dofinansowanie kompleksowej rewitalizacji Parku Śląskiego z funduszy Jessica. Planowano wówczas, że rewitalizacja obejmie m.in. odnowienie całej 4-kilometrowej trasy parkowej kolejki wraz z zakupem elektrycznego ekologicznego taboru. W 2024 roku marszałek województwa śląskiego Wojciech Saługa stwierdził, że nie ma konkretnych planów odbudowy kolejki, ale możliwa jest ona w przyszłości.

## Trasa

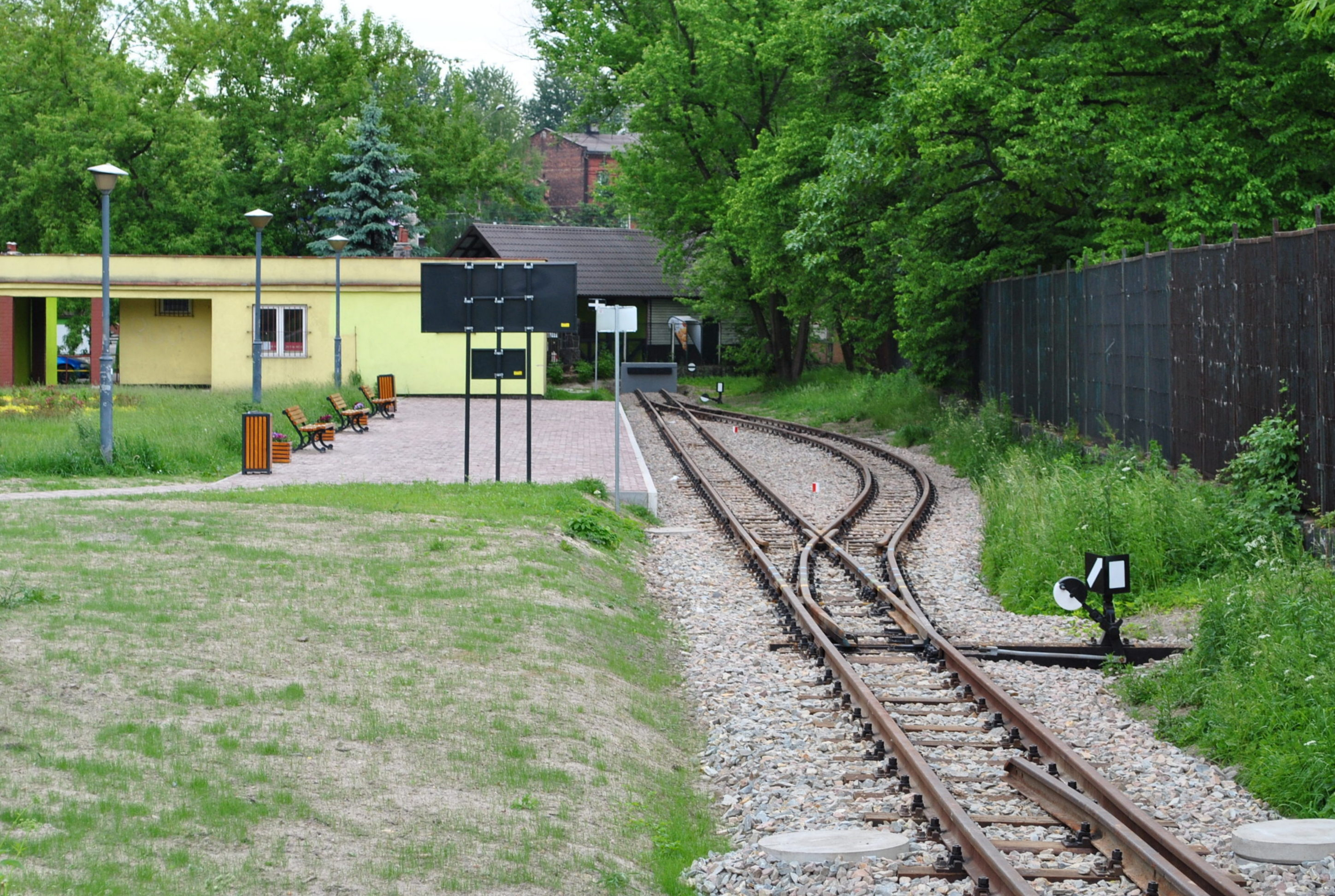
Stacja Wesołe Miasteczko w 2014 roku

Istniejąca część trasy kolei (Wesołe Miasteczko – ZOO) liczy 1050 m i z obu stron zakończona jest kozłem oporowym. Tory mają rozstaw szyn 785 mm (od 2014 roku). Podkłady są drewniane, mają długość 1500 mm i są rozstawione co 800 mm. Torowisko przystosowane jest do składów o maksymalnej masie 30 t i do maksymalnego nacisku na oś równego 7 t. Maksymalna prędkość to 25 km/h.
W 2014 roku planowano, że w 2015 zostanie odbudowany odcinek ZOO – Planetarium (1500 m), a w 2016: Planetarium – Przystań (1850 m), przez co pełna trasa kolei liczyłaby oryginalne 4,4 km. Nic z tych zamiarów nie zostało jednak zrealizowane.

## Tabor

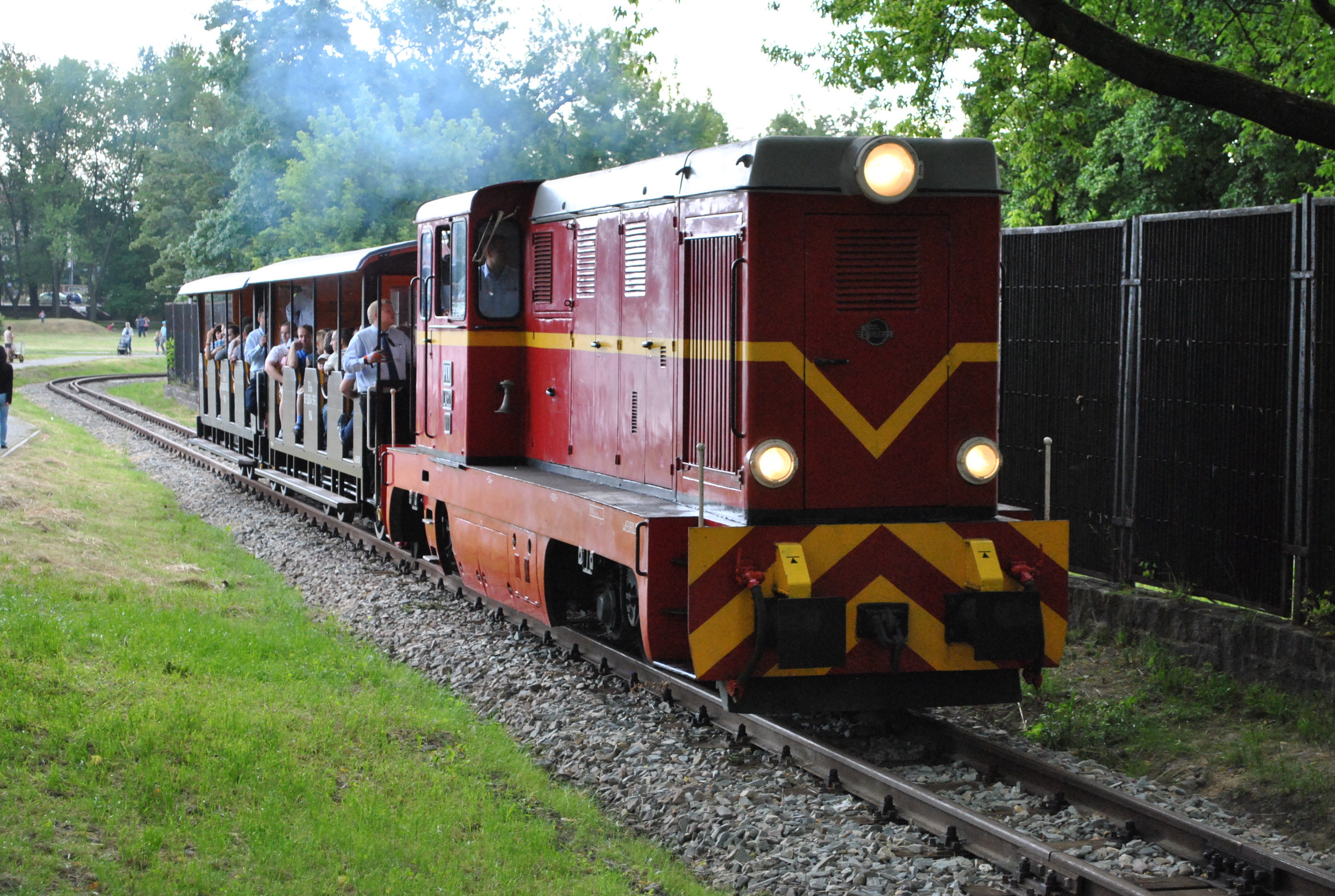
Spalinowóz Lxd2 nr HP-11 z 2 wagonikami (2014 rok)

### Ostatni
W 2014 roku na kolejce o prześwicie 785 mm kursował wypożyczony z Rud Raciborskich parowóz Las49-3343, spalinowozy Lxd2-11 i 2Wls50 oraz dwa otwarte wagony 32-osobowe stylizowane na przedwojenne. Głównie używane były lokomotywy spalinowe.
W 2015 roku do Chorzowa przewieziono jako nieczynny eksponat parowóz Borsig z 1929 roku z Huty „Florian” oraz przeznaczoną do remontu lokomotywę spalinową WLs150-7211, odkupioną ze złomu (dawniej z KWK „Siemianowice”). W 2016 roku miał tam też trafić wagon motorowy MBxd2-308, przebudowany z rozstawu szyn 1000 mm.

### Poprzedni
Początkowo na kolejce o prześwicie 1000 mm używane były trzy jednokierunkowe dwuosiowe wagony motorowe z 8 miejscami siedzącymi, zbudowane w 1956 roku w warsztatach WPK Katowice w Chorzowie Batorym z użyciem podzespołów wycofanych z ruchu tramwajów. Wagony te miały silniki Ford V8 o mocy 90 KM, masę 6 ton, rozstaw osi 2100 mm i długość 7030 mm. Zestawiano je z trzema analogicznej konstrukcji 10-miejscowymi wagonami doczepnymi. W 1965 roku tabor ten wycofano z uwagi na zużycie i złomowano.

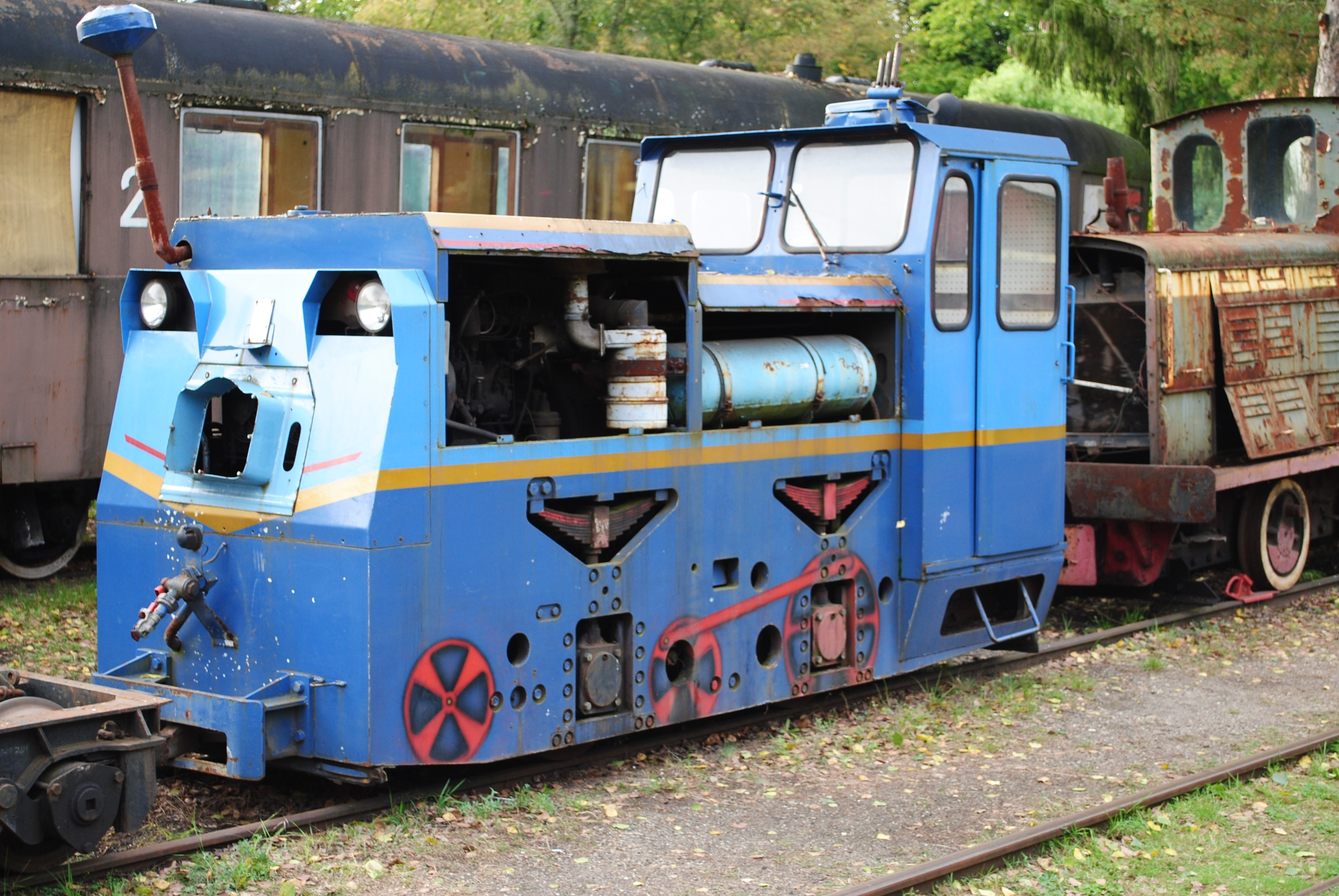
Zachowana lokomotywa WLp50-31 w ostatnim malowaniu ze służby na kolejce (od 2009 roku). Za nią zdekompletowana lokomotywa typu 2WLs50, używanego również na kolejce

Po zmianie prześwitu na 900 mm w 1966 roku zakupiono trzy nowe lokomotywy spalinowe 2WLs50 zbudowane w ZNTK Poznań, o numerach fabrycznych 1771–1773. W warsztatach tramwajowych WPK do grudnia tego roku zbudowano 10 niskopodłogowych wagonów letnich, o opływowej sylwetce z giętymi szybami na krańcach. Wagony miały otwarte boki i 24 miejsca siedzące na poprzecznych ławkach. Lokomotywy 2WLs50 okazały się zbyt słabe i pracowały tylko do 1972 roku, po czym wszystkie trzy sprzedano między 1975 a około 1980 rokiem. Siedem spośród wagonów złomowano w latach 90.
W 1973 roku nabyto do prowadzenia pociągów w ZNTK Poznań dwie nowe lokomotywy WLs75 (nry 75 i 76), upodobnione fabrycznie do parowozów z Dzikiego Zachodu. Wycofano je w 1988 roku, rezygnując z przeprowadzenia remontu kapitalnego. W 1987 roku zakupiono natomiast od KWK „Katowice” dwie używane lokomotywy spalinowe WLs150, zbudowane w 1965 i 1967 roku (nr 7079 i 7658), przebudowane z toru 785 mm na 900 mm przez Konstal. Stacjonowały na kolejce do 2000 roku, po czym je złomowano. W 1994 roku zakupiono jedną nową lokomotywę spalinową WLp50/P (nr 31) zbudowaną w ZNTSiS Brzesko. Lokomotywa ta w 2008 roku była remontowana, a użytkowana była do 2011 roku. Odmiennością tej kolei było stosowanie sprzęgów tramwajowych Alberta i pneumatycznych hamulców zespolonych.